# 卡羅頓 (伊利諾伊州)
卡羅爾頓（英語：Carrollton）是一個位於美國伊利諾伊州格林縣的城市。根據2010年美國人口普查，該地人口為2484人，而該地的面積約為4.93平方千米。同時該地也是格林縣的縣治。

## 地理
卡羅爾頓的座標為39°17′48″N 90°24′29″W / 39.29667°N 90.40806°W，而該地的平均海拔高度為189米（即620英尺）。